# ترقق (جيولوجيا)

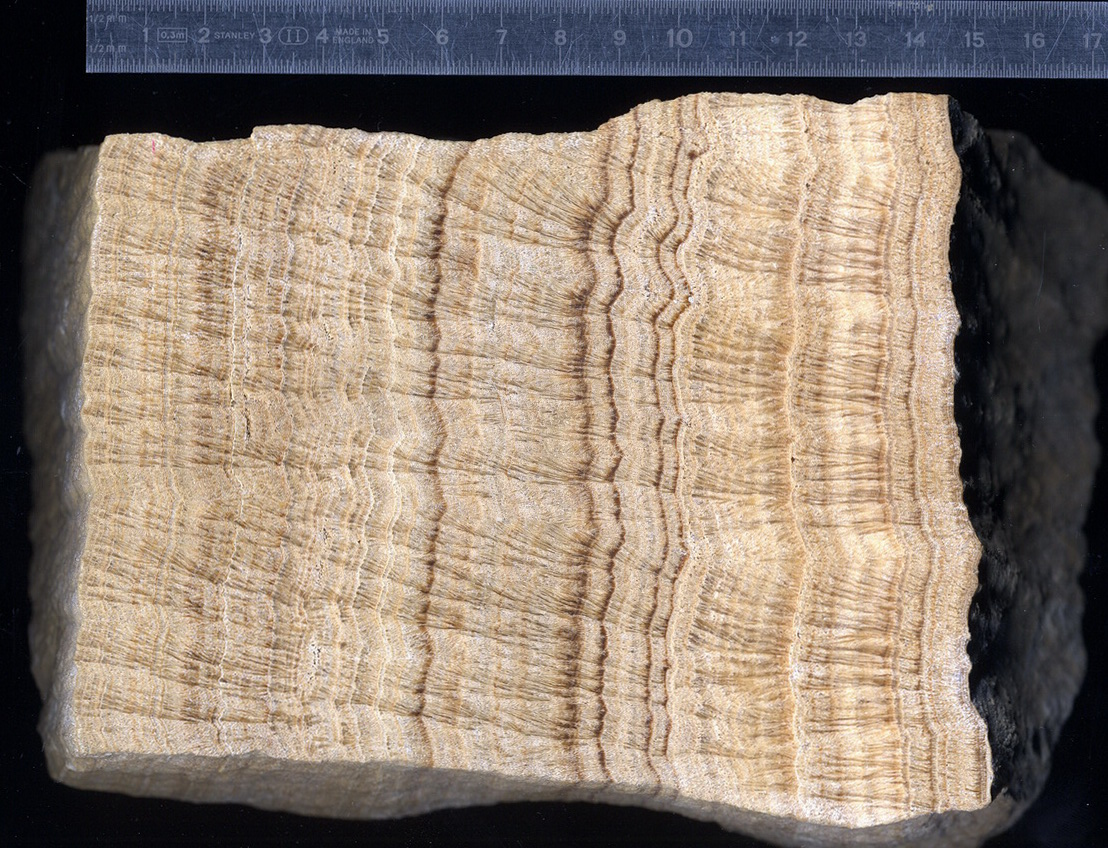
الترقق في قطعة من الحجر الجيري. في هذه الحالة كان سبب الطبقات هو الاختلافات الموسمية في إمدادات الرواسب. كانت هذه الصخرة جزءًا من القناة الرومانية لمونس / مونتورو – فريجوس ، وعلى الأرجح أنها مشتقة من المنطقة الكارستية المجاورة.

الترقق أو الترقيق أو الترقق الصفائحي أو التورُق هو في الجيولوجيا عبارة عن تسلسل صغير الحجم من الطبقات الدقيقة التي تحدث في الصخور الرسوبية. عادة ما تكون الرقيقة أصغر حجمًا وأقل وضوحًا من الأديم. غالبًا ما يُنظر إلى الترقق على أنه هياكل مستوية يبلغ سمكها سنتيمترًا واحدًا أو أقل، في حين أن طبقات الفراش أكبر من سنتيمتر واحد. ومع ذلك، فقد وُصفت الهياكل التي يتراوح حجمها من عدة ملليمترات إلى عدة سنتيمترات بأنها رقائق. يمكن أن تحتوي الصخور الرسوبية الواحدة على رقائق وأُدم.

## الوصف
يتكون الترقق نتيجة اختلافات صغيرة في نوع الرواسب التي تحدث في جميع أنحاء الصخر. وهي ناجمة عن التغيرات الدورية في توريد الرواسب. يمكن  أن تؤدي هذه التغييرات في حجم الحبيبات أو نسبة الصلصال أو محتوى الأحفوريات المجهرية أو محتوى المواد العضوية أو المحتوى المعدني إلى اختلافات واضحة في اللون بين الطبقات الرقيقة. يمكن للتجوية أن تجعل الاختلافات أكثر وضوحًا.
يمكن أن يظهر الترقق على شكل هياكل متوازية (ترقق متوازي) أو في مجموعات مختلفة تشكل زاوية مع بعضها البعض (ترقق متقاطع). يمكن أن يحدث في العديد من أنواع الصخور الرسوبية المختلفة، من الحجر الرملي الخشن إلى الطفل الصفحي الناعم أو الحجر الطيني أو في المتبخرات.
نظرًا لأن الترقق عبارة عن بنية صغيرة، فإنه يُدمر بسهولة عن طريق التعكر الأحيائي (نشاط الكائنات الحية المختبئة) بعد وقت قصير من الترسيب. وبالتالي فإن الترقق يبقى أفضل في ظل ظروف نقص الأكسجين، أو عندما يكون معدل الترسيب مرتفعًا وتُدفن الرواسب قبل حدوث اضطراب بيولوجي.

## الأصل
يتطور الترقق في الرواسب ذات الحبيبات الدقيقة عندما تستقر فقط هذه الحبيبات في المياه الهادئة. يمكن أن يحدث ذلك في البيئات الرسوبية مثل البيئات البحرية العميقة (في قاع البحر) أو البحيرات (في قاع البحيرة)، أو السهول الطينية، حيث يخلق المد والجزر اختلافات دورية في إمدادات الرواسب.
تعتبر الرقيقة التي تتشكل في البيئات الجليدية (في البحيرات الجليدية) حالة خاصة. يطلق عليهم فارف. تُستخدم فارفات العصر الرباعي في مجالات مثل علم طبقات الأرض وعلم المناخ القديم لإعادة بناء التغيرات المناخية خلال مئات الآلاف من السنين الماضية.
غالبًا ما يتشكل الترقق في الحجر الرملي في بيئة ساحلية، حيث تتسبب طاقة الأمواج في حدوث فصل بين الحبيبات ذات الأحجام المختلفة.